# Conférence d'Erevan de 2026 sur la biodiversité
La conférence d’Erevan de 2026 sur la biodiversité, ou COP 17, est une conférence internationale organisée par l'Organisation des Nations unies qui se déroulera en 2026 à Erevan, en Arménie. Elle sera la 17e conférence des Parties (d'où son acronyme) et réunira les pays signataires de la Convention sur la diversité biologique (CDB), un traité international adopté lors du sommet de la Terre à Rio de Janeiro en 1992. Un des principaux objectifs sera d’examiner les engagements des différents pays pris en 2022 dans le  Cadre mondial de la biodiversité.

## Organisation

### Date et lieu
L’Arménie a été retenue pour accueillir la COP 17 le 31 octobre 2024 lors de la conférence de Cali à l’issue d’un vote inédit des pays membres de la Convention sur la diversité biologique (CDB) réunis à Cali en Colombie. Deux pays étaient candidats, l'Azerbaïdjan et l'Arménie, en conflit depuis des décennies. Pour la première fois dans l’histoire de la CDB, un vote à bulletin secret a dû être organisé pour les départager. L’Arménie l'a emporté avec 65 suffrages exprimés contre 58, a annoncé en plénière la présidente de la COP16
,.